# America centrale
L'America centrale o Centro America (alternativamente: Centro-America o Centroamerica) è la parte del continente americano compresa fra il confine meridionale del Messico e quello settentrionale della Colombia. Essa rappresenta la parte meridionale di quello che secondo alcuni geografi è il continente nordamericano mentre secondo altri geografi è il subcontinente nordamericano. Il Messico è considerato appartenente al Nord America, anche se per tradizioni e storia è assimilabile agli Stati del Centro America.
Caratteristica peculiare dell'America centrale è quella di essere un "ponte" fra le due Americhe (l'America del Nord e l'America del Sud) e nello stesso tempo un'area di passaggio fra i due maggiori oceani della Terra, il Pacifico e l'Atlantico, grazie alla presenza del canale di Panama. Le definizioni geopolitiche di America centrale possono variare, con il Messico, le Antille e le Isole Lucaie che sono a volte comprese e altre volte no.

## Storia

### La dominazione europea

Evoluzione politica dell'America centrale dal 1700 in poi

Questa regione, in cui anticamente prosperarono le evolute civiltà mesoamericane come la civiltà mexica, la civiltà maya, la civiltà teotihuacana, la civiltà zapoteca, la civiltà mixteca, la civiltà olmeca o la civiltà tarasco, per quasi quattro secoli (dall'inizio del Cinquecento alla fine dell'Ottocento) è stata sottoposta alla dominazione spagnola. La lingua e la religione dei conquistatori si sono così imposte nell'area: in gran parte dei Paesi dell'America centrale si parla correntemente lo spagnolo e la religione più diffusa è quella cattolica. Anche la composizione della popolazione si è profondamente modificata: agli originari amerindi si sono sovrapposti e mescolati i bianchi europei (spagnoli, inglesi, francesi e olandesi) e i negri importati dall'Africa come schiavi per lavorare nelle piantagioni.

### L'egemonia degli Stati Uniti d'America
Il raggiungimento dell'indipendenza, nei primi decenni dell'Ottocento, non ha portato nella regione stabilità e democrazia. La storia di gran parte dei Paesi centroamericani è stata infatti segnata, anche nel Novecento, da regimi autoritari, colpi di Stato e guerre civili. A partire dal XIX secolo si è affermata nell'area l'influenza dei vicini Stati Uniti d'America, che hanno forti interessi economici, politici e militari nella regione. Gli Stati Uniti d'America hanno costruito il canale di Panama e sono intervenuti più volte, militarmente ed economicamente, per condizionare le politiche di molti Paesi dell'area.

## Geografia

### Geografia fisica

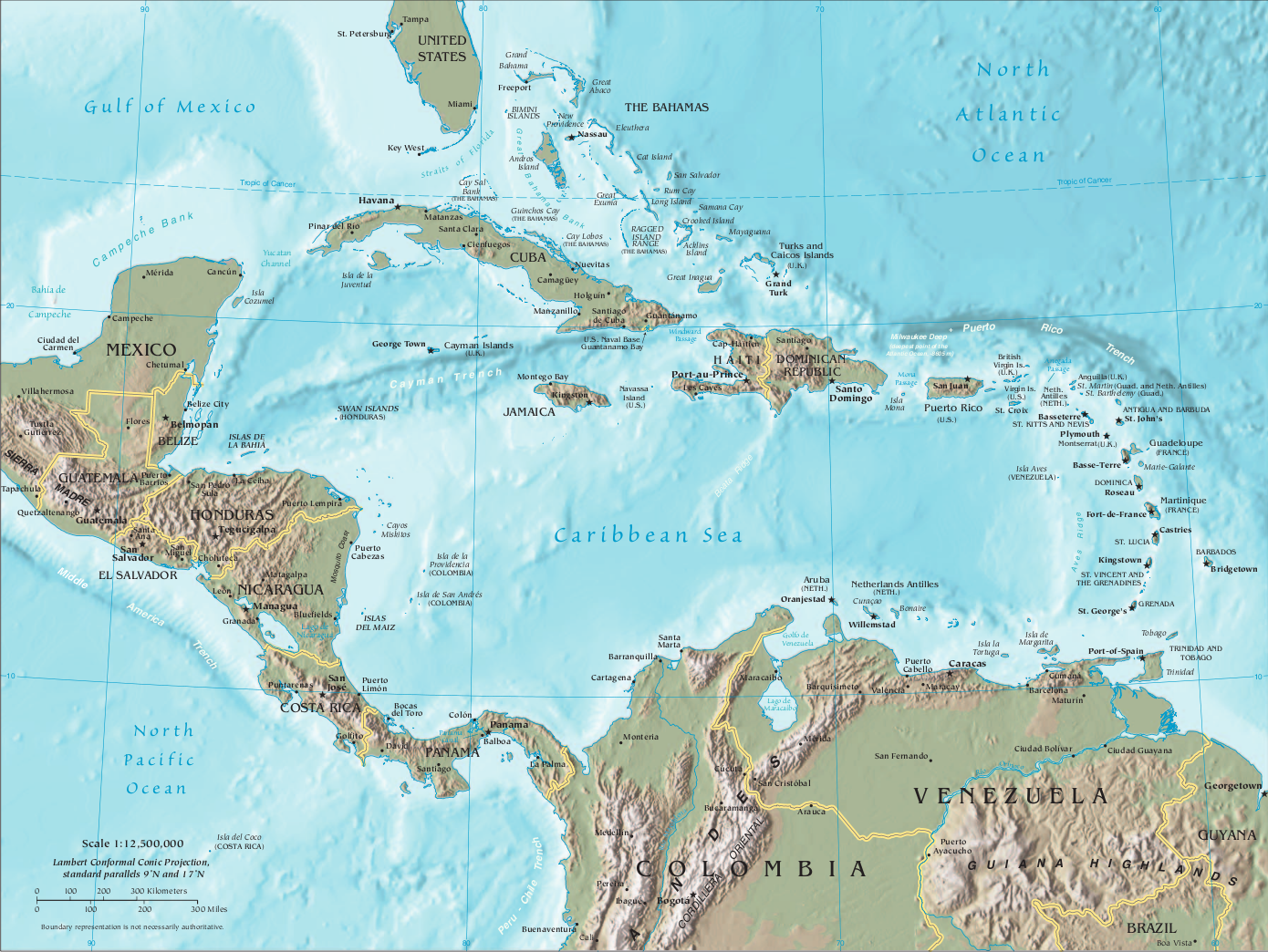
Carta geografica (in lingua inglese) dell'America centrale

L'America centrale, come dice il nome stesso, occupa la parte centrale del continente americano. È delimitata a nord dal golfo del Messico e dall'Oceano Atlantico, a nord-ovest dall'America settentrionale, a ovest dall'Oceano Pacifico, a est dall'Oceano Atlantico e a sud dall'Oceano Pacifico e dall'America meridionale.

#### Geomorfologia
L'America centrale è formata da una regione continentale situata ad ovest e da una regione insulare situata ad est.
La regione continentale collega l'America settentrionale all'America meridionale ed ha una forma stretta e allungata che si produce in una successione di istmi, golfi e penisole. È delimitata a nord dall'istmo di Tehuantepec (istmo del Messico), a ovest dall'Oceano Pacifico, e a est dal Mare dei Caraibi. Come limite sud, prevalentemente viene considerato l'istmo di Darién (istmo della Repubblica di Panama). Più precisamente viene considerato lo spartiacque dei fiumi Atrato (fiume della Colombia) e Tuiria (fiume della Repubblica di Panama). Più raramente, invece che l'istmo di Darién, viene considerato il canale di Panama, situato più a nord-ovest.
La regione insulare è rappresentata dall'arcipelago delle Antille. È situata nell'Oceano Atlantico, a sud della Florida (Stato federato dell'America settentrionale) e a nord del Venezuela (Stato dell'America meridionale), ed è delimitata ad ovest dal Mare dei Caraibi. L'arcipelago della Antille è disposto ad arco e si estende dal golfo del Messico alle coste del Venezuela. La parte concava dell'arco è rivolta verso il Mare dei Caraibi. Le due maggiori isole delle Antille sono Cuba e Hispaniola.

##### Idrografia
Il territorio dell'America centrale non presenta reti fluviali di rilievo: i maggiori corsi d'acqua sfociano nel Mar dei Caraibi, mentre il Pacifico riceve le acque di fiumi brevi e a regime torrentizio. Un fiume importante è, nel Nicaragua, il Rio San Juan (192 km), emissario del lago di Nicaragua che scorre in una depressione che, come un corridoio, collega la costa del Pacifico con quella caraibica segnando per un lungo tratto il confine tra Costa Rica e Nicaragua. Altro importante lago in Nicaragua è il Managua. Sulla dorsale di Panama, il lago Gatún è stato utilizzato come importante serbatoio per il funzionamento del sistema di chiuse del canale di Panama, che collega il Mar dei Caraibi all'Oceano Pacifico.

### Geografia politica

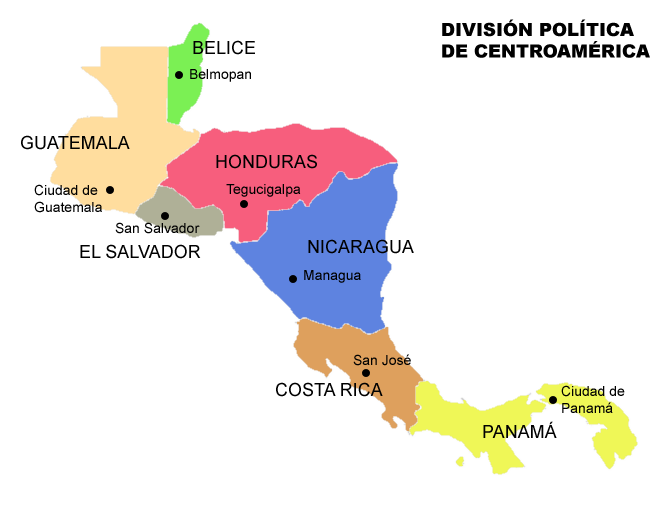
Carta politica della parte continentale dell'America centrale

Politicamente e amministrativamente l'America centrale è suddivisa in 20 Stati indipendenti di cui 7 sono Stati istmici, rientrano cioè nell'America centrale continentale (tra parentesi è indicata la capitale):
- Belize (Belmopan), reame del Commonwealth;
- Costa Rica (San José);
- El Salvador (San Salvador);
- Guatemala (Città del Guatemala);
- Honduras (Tegucigalpa);
- Nicaragua (Managua);
- Panama (Panamà).

I rimanenti 13 stati indipendenti sono stati insulari delle Antille (tra parentesi è indicata la capitale):
- Barbados (Bridgetown);
- Cuba (L'Avana);
- Dominica (Roseau);
- Haiti (Port-au-Prince);
- Rep. Dominicana (Santo Domingo);
- Trinidad e Tobago (Port of Spain);

di cui 7 sono reami del Commonwealth:
- Antigua e Barbuda (Saint John's);
- Bahamas (Nassau);
- Giamaica (Kingston);
- Grenada (Saint George's);
- Saint Kitts e Nevis (Basseterre);
- Saint Lucia (Castries);
- Saint Vincent e Grenadine (Kingstown).

La popolazione dell'area si aggira intorno agli 80 milioni di abitanti. Rientra nell'America centrale solo una piccola parte del Messico composta dagli Stati federati di Tabasco, Campeche, Yucatán, Quintana Roo e Chiapas cui si aggiunge una piccola parte del Veracruz e dell'Oaxaca. Considerando l'istmo di Darién come confine tra l'America centrale continentale e l'America meridionale, non rientra nell'America centrale una piccola parte della Repubblica di Panama costituita da gran parte della provincia di Darién, dalla comarca Emberá-Wounaan e da una piccola parte della comarca Kuna Yala. I rimanenti succitati 18 stati indipendenti sono invece compresi interamente nell'America centrale.
Il territorio dell'America Centrale non compreso nei succitati stati indipendenti è suddiviso politicamente e amministrativamente nei seguenti 17 territori dipendenti da stati indipendenti (tutti europei ad eccezione degli Stati Uniti):
- Anguilla (dipendenza del Regno Unito);
- Aruba (nazione costitutiva del Regno dei Paesi Bassi)
- Collettività di Saint-Martin (dipendenza della Francia);
- Curaçao (nazione costitutiva del Regno dei Paesi Bassi);
- Guadalupa (dipendenza della Francia);
- Isole Cayman (dipendenza del Regno Unito);
- Isole Vergini Americane (dipendenza degli Stati Uniti d'America);
- Isole Vergini britanniche (dipendenza del Regno Unito);
- Martinica (dipendenza della Francia);
- Montserrat (dipendenza del Regno Unito);
- Porto Rico (dipendenza degli Stati Uniti d'America);
- Saba (nazione costitutiva del Regno dei Paesi Bassi);
- Saint-Barthélemy (dipendenza della Francia);
- Turks e Caicos (dipendenza del Regno Unito).

Questi 17 territori dipendenti sono compresi interamente nell'America Centrale.

### L'America Centrale in ambito geopolitico

L'America centrale secondo l'ONU

In ambito geopolitico normalmente, per quanto riguarda le macroregioni sovranazionali, si prescinde dai confini riconosciuti in ambito geografico e si considera i confini degli Stati ad essi più prossimi. Secondo tale consuetudine, in ambito geopolitico l'America centrale continentale è delimitata a nord e a sud da confini diversi. In particolare a nord è delimitata dal confine tra il Messico e il Guatemala e tra il Messico e il Belize, a sud invece è delimitata dal confine tra la Repubblica di Panama e il Colombia.
In ambito geopolitico si considera quindi tutto il Messico non appartenente all'America centrale e tutta la Repubblica di Panama appartenente all'America centrale. Per quanto riguarda invece la regione insulare dell'America centrale, non ci sono differenze in ambito geopolitico.
Discostandosi da quanto normalmente avviene in ambito geopolitico, l'ONU considera invece tutto il Messico appartenente all'America centrale. Cioè considera, come confine tra l'America settentrionale e l'America centrale, il confine tra Messico e Stati Uniti d'America. Considera inoltre tutte le Antille non appartenenti all'America centrale, ma alla macroregione Caraibi. Secondo l'ONU l'America centrale è dunque formata dai territori dei seguenti otto Stati indipendenti: Belize, Costa Rica, El Salvador, Guatemala, Honduras, Messico, Nicaragua, Panama.

## Demografia
| Paese       | Area (km²) | Popolazione (1º luglio 2007) | Densità (per km²) | Capitale            |
| ----------- | ---------- | ---------------------------- | ----------------- | ------------------- |
| Belize      | 22.966     | 256.062                      | 11                | Belmopan            |
| Costa Rica  | 51.100     | 4.325.838                    | 85                | San José            |
| El Salvador | 21.040     | 6.948.073                    | 330               | San Salvador        |
| Guatemala   | 108.890    | 12.974.361                   | 119               | Città del Guatemala |
| Honduras    | 112.090    | 6.406.052                    | 57                | Tegucigalpa         |
| Nicaragua   | 129.494    | 5.603.000                    | 42                | Managua             |
| Panama      | 78.200     | 3.231.000                    | 43                | Panama              |

### Religione
Religione per Paese:
| Paese       | Cattolici | Protestanti | Altre religioni | Nessuna | Censimento |
| ----------- | --------- | ----------- | --------------- | ------- | ---------- |
| Belize      | 53,9 %    | 35,5 %      | 3,3 %           | 7,3 %   | 2000       |
| Costa Rica  | 75,2 %    | 17,9 %      | 2,7 %           | 4,2 %   | 2006       |
| El Salvador | 50,6 %    | 38 %        | 2,5 %           | 8,9 %   | 2009       |
| Guatemala   | 47,9 %    | 38,2 %      | 2,3 %           | 11,6 %  | 2012       |
| Honduras    | 67 %      | 27 %        | 1 %             | 5 %     | 2001 *     |
| Nicaragua   | 58,5 %    | 23,2 %      | 2,6 %           | 15,7 %  | 2005       |
| Panama      | 79,1 %    | 15,9 %      | 2 %             | 3 %     | 2004       |

* CID-Gallup sondaggio luglio 2001
La maggior parte della popolazione è di religione cattolica; in Costa Rica e Panama i cattolici sono più dei tre quarti della popolazione, in Honduras più dei due terzi, in Nicaragua e Belize più della metà, in El Salvador la metà e in Guatemala meno della metà. Il cattolicesimo introdotto dagli spagnoli costrinse gli indigeni a convertirsi al cattolicesimo, che era l'unica religione ammessa e molto vicina allo Stato.
Il protestantesimo è una minoranza, ma in crescita; in El Salvador e Guatemala sono circa il 40%, mentre in Costa Rica e Panama è inferiore al 20%. La maggior parte dei protestanti sono evangelici, ma ci sono anche alcuni gruppi di mormoni, di testimoni di Geova e di avventisti e in minor misura di ortodossi.
Altre religioni praticate sono l'islam, il buddismo, l'ebraismo, il paganesimo, le credenze Maya e il bahá'í.

### Etnie
I gruppi etnici in America centrale sono attribuiti come segue :
| Paese       | Meticci | Bianchi | Amerindi | Neri | Asiatici |
| ----------- | ------- | ------- | -------- | ---- | -------- |
| Belize      | 47 %    | 5 %     | 11 %     | 37 % |          |
| Costa Rica  | 13 %    | 80 %    | 2 %      | 4 %  | 2 %      |
| El Salvador | 87 %    | 12 %    | 1 %      |      |          |
| Guatemala * | 53 %    | 5 %     | 40 %     | 1 %  | 1 %      |
| Honduras    | 88 %    | 3 %     | 7 %      | 2 %  |          |
| Nicaragua   | 69 %    | 17 %    | 5 %      | 9 %  | 1 %      |
| Panama      | 70 %    | 10 %    | 6 %      | 14 % | 3 %      |

* Censimento del 2002
Circa il 65 % della popolazione dell'America centrale è meticcia (misto tra spagnolo e indigeno) ed è la maggiore etnia in tutti i Paesi eccetto la Costa Rica. La popolazione bianca è maggioritaria in Costa Rica e, come nel resto dei Paesi, i bianchi sono quasi esclusivamente di origine spagnola.
La popolazione indigena fu notevolmente ridotta durante e successivamente la conquista spagnola. L'unico Paese con una grande popolazione indigena è il Guatemala, con 4,6 milioni di indigeni che rappresentano il 41 % della popolazione, tutti di origine maya.
Anche in Belize e Honduras la popolazione indigena è di origine maya e vive principalmente lungo la costa spesso con la popolazione nera di questi Paesi.
Circa il 5% della popolazione nicaraguense è indigena, divisa in diversi gruppi etnici: miskito, sumo, rama, creoli, ulwa, chorotega, nicarao e garifuna. Il 9% della popolazione nicaraguense è di origine africana.
In Costa Rica ed El Salvador i nativi sono pochi, meno dell'1% della popolazione.

## Economia
Negli Stati più poveri le risorse (in primo luogo terreni agricoli) appartengono a poche grandi famiglie, nelle cui mani si concentra la maggior parte della ricchezza. L'agricoltura, specialmente quella di piantagione, svolge ancora un ruolo primario. I prodotti sono destinati per la maggior parte all'esportazione. Poiché queste attività sono gestite da imprese straniere, i vantaggi economici per le popolazioni locali sono molto ridotti. Lo stesso avviene del resto per le attività industriali e turistiche (particolarmente sviluppate nei Paesi delle Antille), settori in gran parte controllati da imprese straniere. Un settore importante dell'economia di alcuni Stati dell'America centrale è l'esportazione di materie prime, principalmente verso il continente nord americano.
| Paese       | PIL nominale | PIL pro capite | PIL PPA     | Aspettativa di vita | Alfabetizzazione | ISU | Povertà | Moneta               |
| ----------- | ------------ | -------------- | ----------- | ------------------- | ---------------- | --- | ------- | -------------------- |
| Belize      | 1,604 US$    | 8,400 US$      | 13,929 US$  | 74 anni             | 76 %             | 619 | 39 %    | Dollaro del Belize   |
| Costa Rica  | 49,621 US$   | 12,900 US$     | 72,524 US$  | 81 anni             | 96 %             | 763 | 21 %    | Colon                |
| El Salvador | 24,512 US$   | 7,500 US$      | 59,191 US$  | 72 anni             | 78 %             | 680 | 58 %    | Dollaro statunitense |
| Guatemala   | 54,383 US$   | 5,300 US$      | 124,385 US$ | 73 anni             | 75 %             | 628 | 51 %    | Quetzal              |
| Honduras    | 18,813 US$   | 4,800 US$      | 31,879 US$  | 71 anni             | 67 %             | 614 | 69,7 %  | Lempira              |
| Nicaragua   | 11,272 US$   | 4,500 US$      | 47,921 US$  | 78 anni             | 69 %             | 617 | 42 %    | Cordova di Oro       |
| Panama      | 40,329 US$   | 16,500 US$     | 77,125 US$  | 79 anni             | 93 %             | 765 | 26 %    | Balboa               |